# Ain't My Fault
Ain't My Fault è un singolo della cantante svedese Zara Larsson, pubblicato il 2 settembre 2016 come terzo estratto dal secondo album in studio So Good.

## Pubblicazione
In un'intervista rilasciata a Shazam, Larsson ha detto della prima versione della canzone: «L'argomento è che sto parlando con una ragazza del suo uomo, e in pratica gliel'ho rubato, e sono tipo, "Non è colpa mia se sono migliore"». La canzone è stata scritta in poche ore con MNEK per divertimento e non è mai stata considerata come singolo, ma quando lo studio l'ha amato, ha cambiato il testo della canzone per riflettere i suoi valori: «Non sarei mai orgogliosa di rubare l'uomo di una ragazza e cantare su di esso, non sarebbe per niente da me».

## Accoglienza
Robbie Daw di Idolator ha affermato che «la canzone è un allentamento sexy dai toni cupi di Never Forget You e dalla spavalda schiettezza pop di Lush Life» e l'ha paragonata ai lavori di Rihanna. Scrivendo per Entertainment Weekly, Nolan Feeney l'ha definita «pronta per i club.»

## Video musicale
Il video musicale è stato reso disponibile il 30 settembre 2016 tramite il canale YouTube della cantante. È stato diretto da Emil Nava e mostra principalmente la Larsson che balla con altre ragazze.

## Tracce
Testi e musiche di Zara Maria Larsson, Uzoechi Emenike e Mack.
Download digitale, streaming
1. Ain't My Fault – 3:44

Download digitale, streaming – J Hus & Fred VIP Mix
1. Ain't My Fault (J Hus & Fred VIP Mix) – 3:31

Download digitale, streaming – R3hab Remix
1. Ain't My Fault (R3hab Remix) – 2:38

Download digitale, streaming – Lil Yachty Remix
1. Ain't My Fault (feat. Lil Yachty) (Remix) – 3:58

## Formazione
Hanno partecipato alle registrazioni, secondo le note di copertina di So Good:
Musicisti
- Zara Larsson – voce
- MNEK – batteria, tastiera
- Mike Spencer – programmazione aggiuntiva

Produzione
- MNEK – produzione, registrazione
- Mack – produzione vocale, registrazione aggiuntiva
- Tross – produzione vocale, registrazione aggiuntiva
- Chris Athens – mastering
- Dave Huffman – mastering

## Classifiche

### Classifiche settimanali
| Classifica (2016-17) | Posizione massima |
| -------------------- | ----------------- |
| Australia            | 17                |
| Austria              | 20                |
| Belgio (Fiandre)     | 26                |
| Belgio (Vallonia)    | 44                |
| Canada               | 46                |
| Croazia              | 26                |
| Danimarca            | 15                |
| Finlandia            | 13                |
| Francia              | 110               |
| Germania             | 16                |
| Irlanda              | 17                |
| Italia               | 50                |
| Libano               | 18                |
| Norvegia             | 8                 |
| Nuova Zelanda        | 19                |
| Paesi Bassi          | 28                |
| Polonia              | 54                |
| Portogallo           | 28                |
| Regno Unito          | 13                |
| Repubblica Ceca      | 21                |
| Romania              | 13                |
| Russia               | 26                |
| Slovacchia           | 19                |
| Spagna               | 58                |
| Stati Uniti          | 76                |
| Svezia               | 1                 |
| Svizzera             | 43                |
| Ucraina              | 110               |
| Ungheria             | 16                |

### Classifiche di fine anno
| Classifica (2016) | Posizione |
| ----------------- | --------- |
| Australia         | 95        |
| Germania          | 89        |
| Svezia            | 62        |
| Ungheria          | 73        |
| Classifica (2017) | Posizione |
| Russia            | 138       |